# Guaxcuaco
Guaxcuaco är en ort i Mexiko.   Den ligger i kommunen Tamazunchale och delstaten San Luis Potosí, i den sydöstra delen av landet, 200 km norr om huvudstaden Mexico City. Guaxcuaco ligger 430 meter över havet och antalet invånare är 512.
Terrängen runt Guaxcuaco är kuperad österut, men västerut är den bergig. Runt Guaxcuaco är det ganska tätbefolkat, med 60 invånare per kvadratkilometer. Närmaste större samhälle är Tamazunchale, 11,2 km nordost om Guaxcuaco. I omgivningarna runt Guaxcuaco växer i huvudsak städsegrön lövskog.